# Школьний (Прокоп'євський округ)
Шко́льний (рос. Школьный) — селище у складі Прокоп'євського округу Кемеровської області, Росія.

## Населення
Населення — 825 осіб (2010; 895 у 2002).
Національний склад (станом на 2002 рік):
- росіяни — 96 %